# Гладкіх Василь Іванович
Василь Іванович Гладкіх (нар. 5 січня 1958, с. Терни, Харківська область, Українська РСР, СРСР) — український політик, голова партії «Відродження». 
У 1999-2000 роках — заступник голови Львівської облдержадміністрації. З квітня 2002 по березень 2005 — народний депутат України IV скликання. У 2005-2006 рр. — генеральний директор «Укрзалізниці». Орден «За заслуги» III ступеня.

## Освіта
Народився 5 січня 1958 в українській родині на Харківщині.
1973-1977 — Макіївський будівельний технікум, промислове і цивільне будівництво, технік-будівельник.
1981-1988 — Харківський інститут механізації та електрифікації сільського господарства, с/г. будівництво, інженер-будівельник.

## Кар'єра
Вересень-жовтень 1975 — муляр БУ1, трест «Макіївжитлобуд».
Квітень-липень 1976 — муляр, БМУ «Купянськжитлобуд».
Протягом 1977–1978 років був майстром на СУМ1.
1978 —1980 — служба у війську.
08.1980 — 02.81 інж.-буд., колгосп с. Петра-Іванівка Дворічанського р-ну Харківської обл.
02.1981-11.83 майстер-буд., Дворічанська МБО Харків. обл.
12.1983-10.86 виконроб, колгосп с. Петра-Іванівка Дворічанського р-ну Харків. обл.
10.1986 — 04.87 старший інженер, відділ капітального будівництва Дворічанського райагропрому Харків. обл.
09.1987- 08.91 директор, Дворічанського райпобуткомбінату.
08.1991- 10.97 дир., ВАТ «Пошук» Балаклійського р-ну Харків. обл.
10.1997-12.97 в.о. нач., гол. упр. економіки та пром. Івано-Франківської облдержадмін.
12.97- 07.98 нач., гол. упр. економіки та пром. Івано-Франківської облдержадміністрації.
07.1998 — 09.99 нач., гол. упр. економіки, пром. та власності Івано-Франківської облдержадмін.
09.1999 — 01.2000 в. о. заступника голови Львівської облдержадміністрації.
Протягом 2000–2002 років — заступник Генерального директора «Укрзалізниці».
У 2005 році призначений генеральним директором «Укрзалізниці».
У 2007 році призначений керівником представництва ВАТ «Російські залізниці» в Україні.

## Політична діяльність
З квітня 2002 по березень 2005 — Народний депутат України 4-го скликання, обраний по виборчому округу № 179 Харківська область. Голосував за згоду на призначення Віктора Януковича прем'єр-міністром України 21 листопада 2002 року. З 12.2005 — у групі «Відродження». З 2005 року — лідер партії «Відродження», що її свого часу створив Георгій Кірпа. Очолював виборчий список партії на виборах до парламенту 2006 року.

## Сім'я
Батько — Іван Петрович (1920–1993); мати — Рижкова Тамара Терентіївна (1936) пенсіонерка.
Розлучений; син Олег (1981), донька Вікторія (1988) проживали в Харкові з матір'ю.

## Відзнаки та нагороди
- орден За заслуги»